# La Paloma - Tomkinson

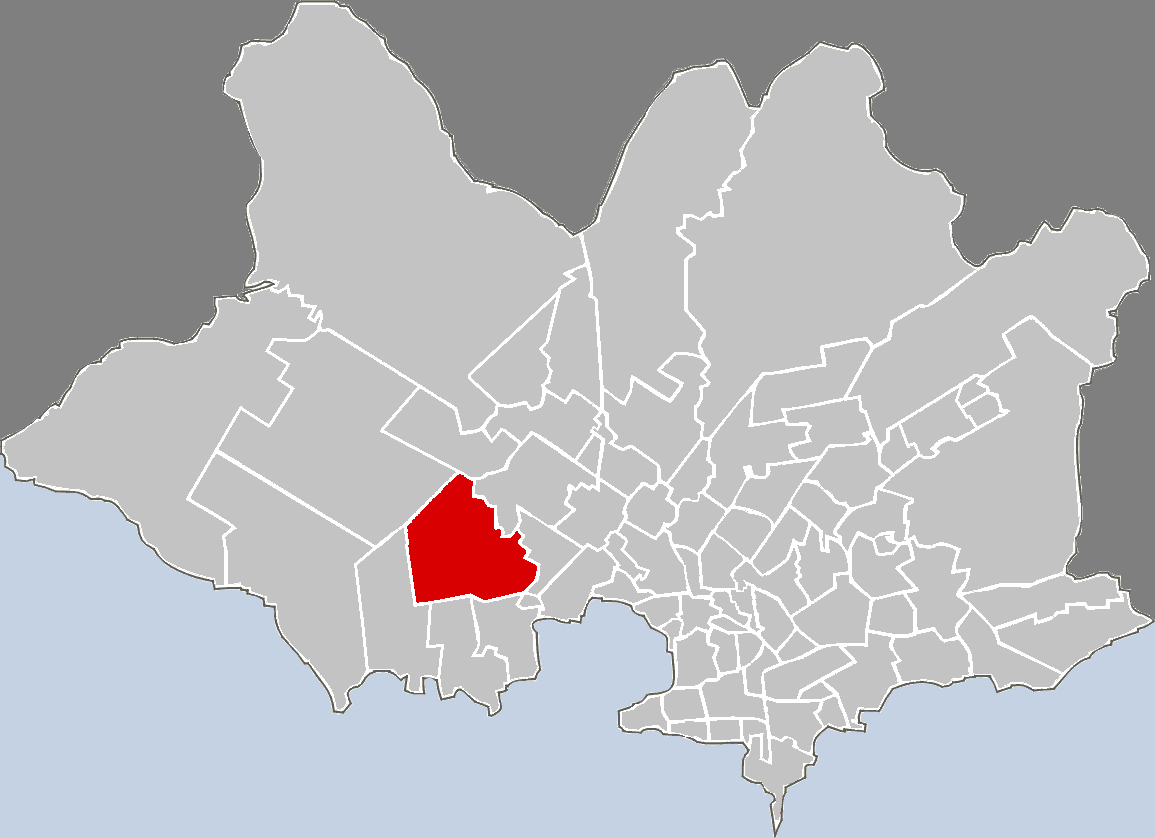
Lage von La Paloma - Tomkinson in Montevideo

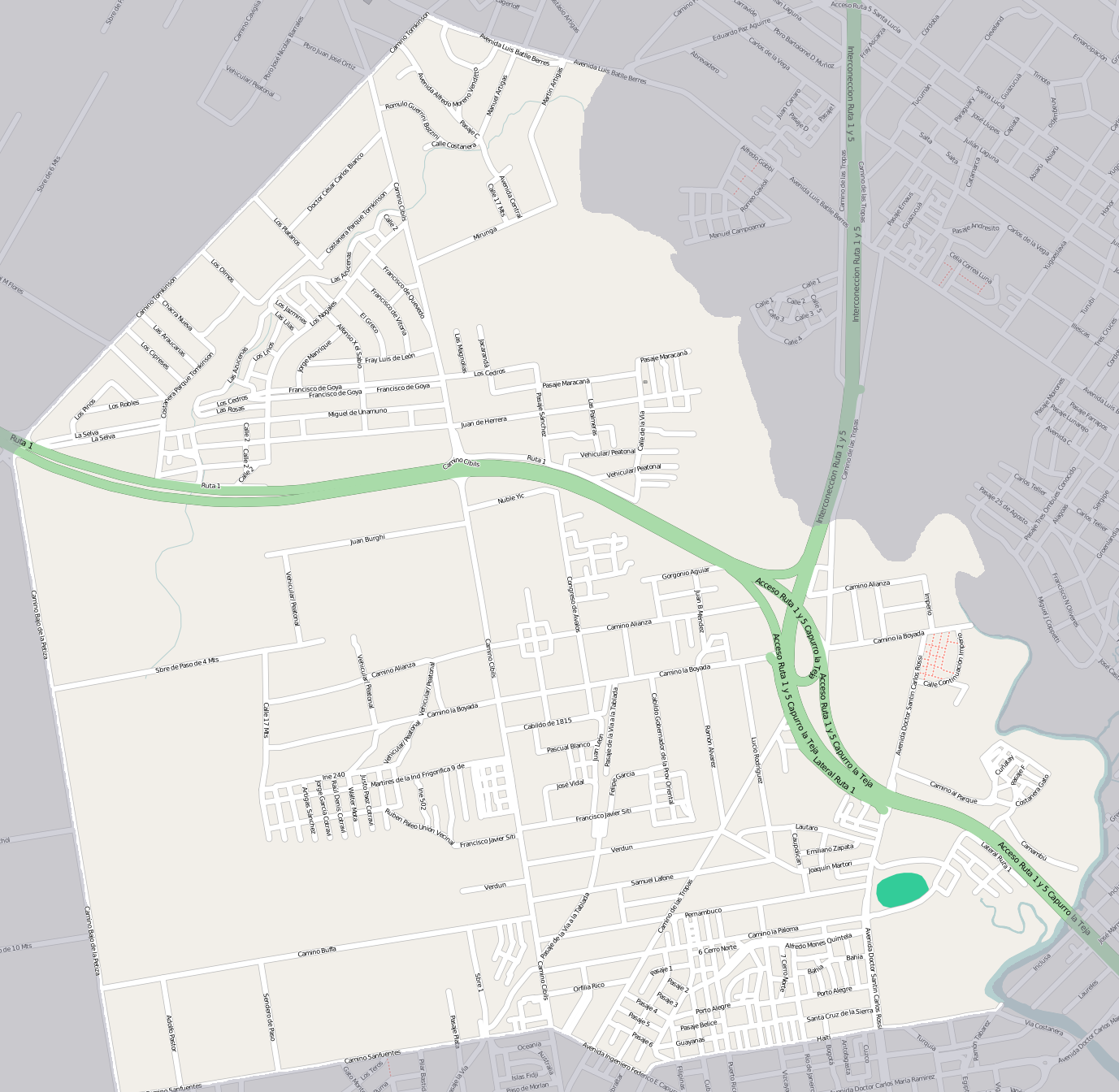
Plan von La Paloma - Tomkinson

La Paloma - Tomkinson ist ein Stadtviertel (barrio) der uruguayischen Hauptstadt Montevideo.

## Lage und Geographie
Es befindet sich nordwestlich des Stadtkerns im zentralen Südwesten des Departamentos Montevideo. La Paloma grenzt dabei im Süden an Villa del Cerro. Westlich liegt der Stadtteil Casabó - Pajas Blancas, während im Norden Paso de la Arena und nordöstlich Nuevo París anschließen. Im Osten führt Tres Ombúes – Pueblo Victoria das Stadtgebiet fort. Die östlich gelegenen Stadtteile trennt dabei der hier verlaufende Arroyo Pantanoso ab.
Eingeschlossen wird das Gebiet des Stadtviertels, von Südwesten im Uhrzeigersinn ausgehend, von der aus den folgenden Straßen bzw. dem bezeichneten Fluss gebildeten Grenzlinie: Camino Bajo de la Petiza, Camino Tomkinson, Avenida L. Batlle Berres, Arroyo Pantanoso, Haiti, Avenida Ing. Federico E. Capurro, Camino Sanfluentes. Das Gebiet von La Paloma - Tomkinson ist dem Municipio A zugeordnet.

## Infrastruktur
In La Paloma - Tomkinson liegt der Parque Tecnológico Industrial del Cerro. Des Weiteren befindet sich nördlich davon das Estadio Luis Tróccoli, in dem der Fußballverein Cerro seine Heimspiele austrägt.